# Parque Esequibo (Barquisimeto)
El Parque Esequibo de Barquisimeto es un parque urbano ubicado en el este de la ciudad de Barquisimeto del Estado Lara, Venezuela. Fue creado en 1983 junto al urbanismo de la Urbanización del Este del Municipio Iribarren, exactamente en la calle Ecuador con calle Paraguay a una cuadra de la avenida Argimiro Bracamonte.
El Consejo Comunal de la Urbanización del Este junto con el Consejo Municipal de Iribarren son los encargados del Parque Esequibo, de su conservación, cuidado y mantenimiento desde la construcción del mismo.

## Actividades recreativas

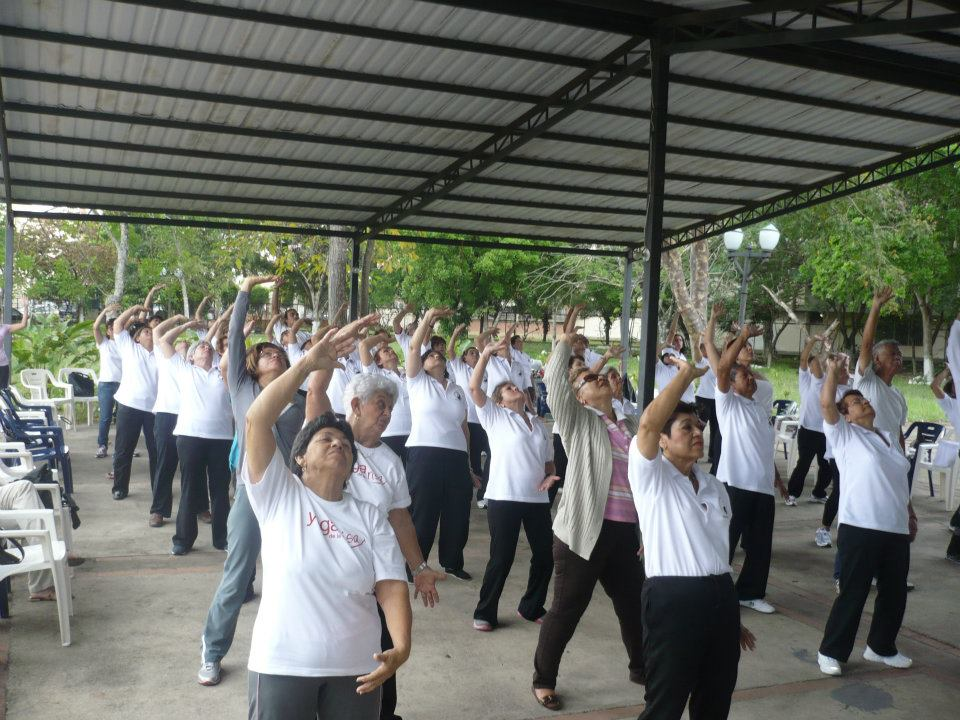
Tai Chi Chuan

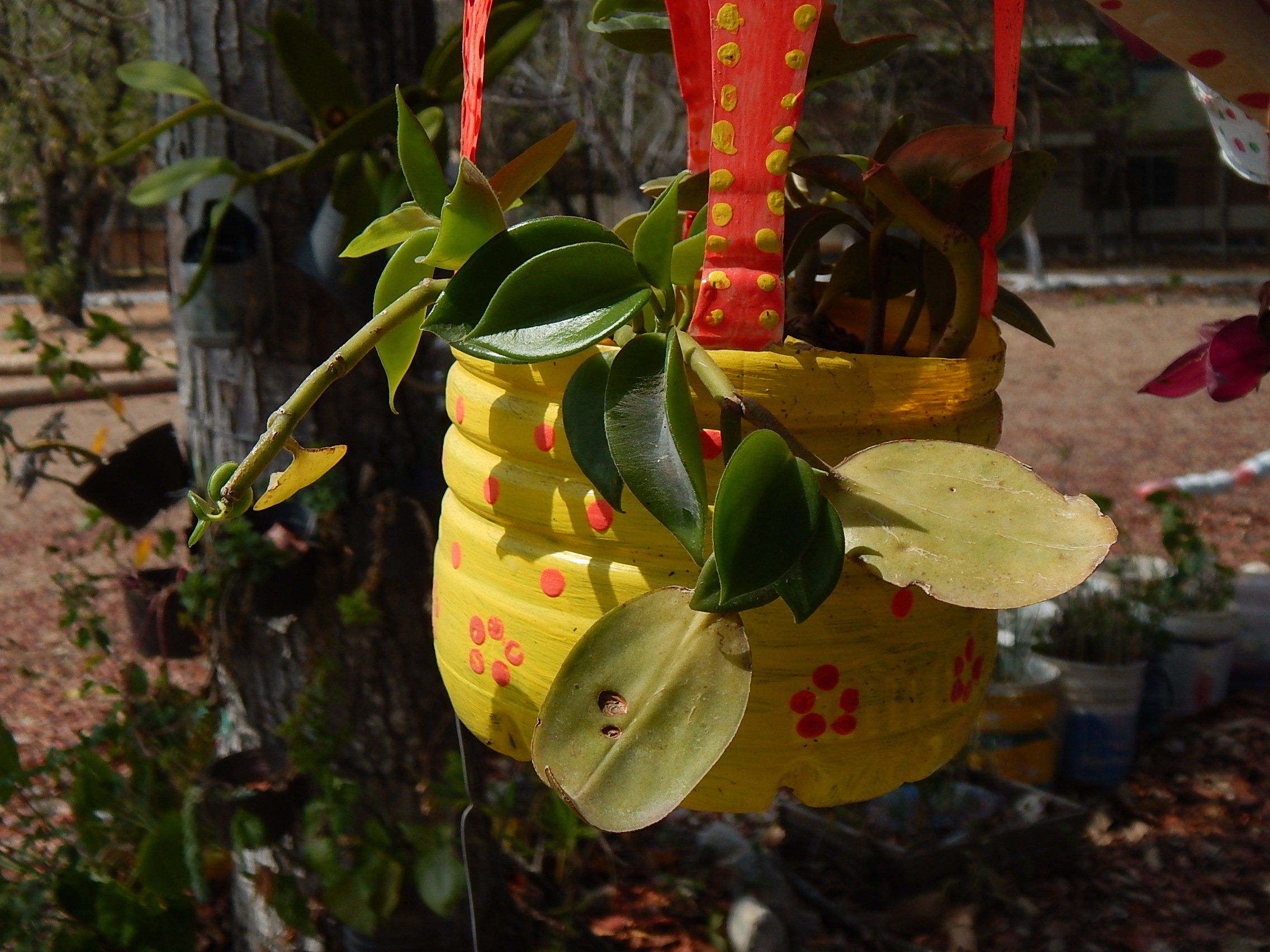
Manualidades

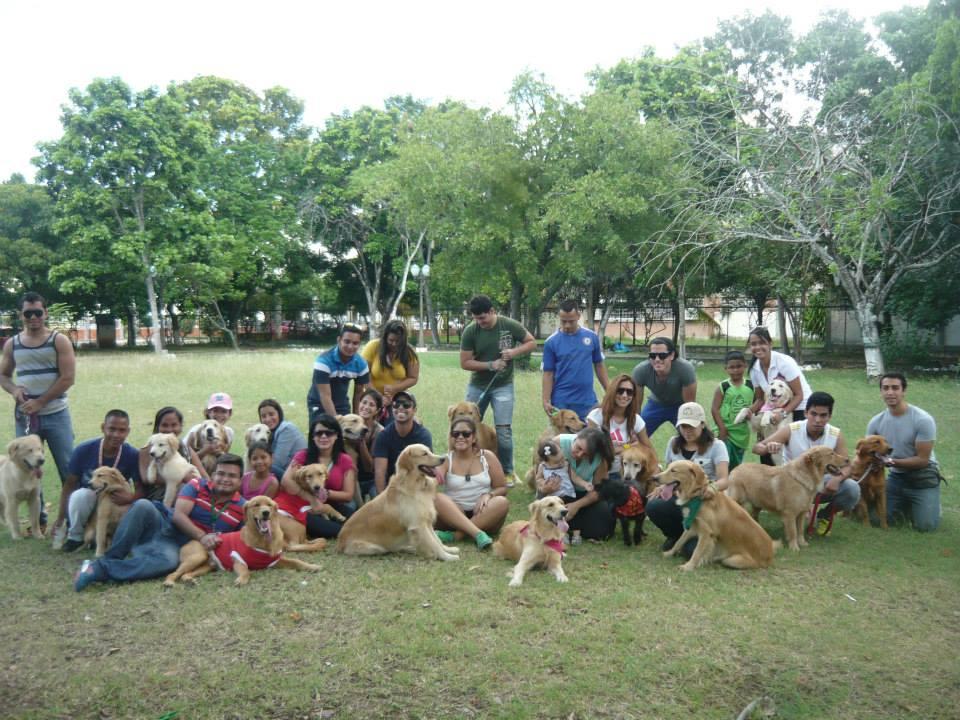
Encuentros Caninos

Dentro de las actividades recreativas que hacen vida en el Parque Esequibo se encuentran:
- Yoga
- Tai Chi Chuan
- Karate Do
- Crossfit
- Chi Kung
- Vendimias
- Actividades Culturales
- Fiestas Escolares
- Encuentros Caninos
- Caminatas Matutinas y Vespertinas

En el parque se encuentran diferentes manualidades y pinturas realizadas con el fin de incentivar al reciclaje. Esta actividad es realizada por los niños de las fiestas escolares de fin de curso de las escuelas y colegios cercanos al Parque Esequibo.

## Características
El parque ocupa una manzana. Tiene muchas áreas verdes en un 60% y el otro 40% se podría dividir en un 10% del espacio techado donde se realizan las actividades recreativas, un 10% de la zona sin techo con unos asientos de cemento, el otro 10% entre baños y la caminería, el último 10% en una cancha de futbolito y básquet.
Al entrar al Parque se encuentra una estructura de cemento con el nombre de Esequibo, en la cual, los scouts izan una bandera de Venezuela dentro de sus actividades. El espacio techado ocupa 10m²  aproximadamente donde se realizan todas las actividades anteriormente mencionadas.

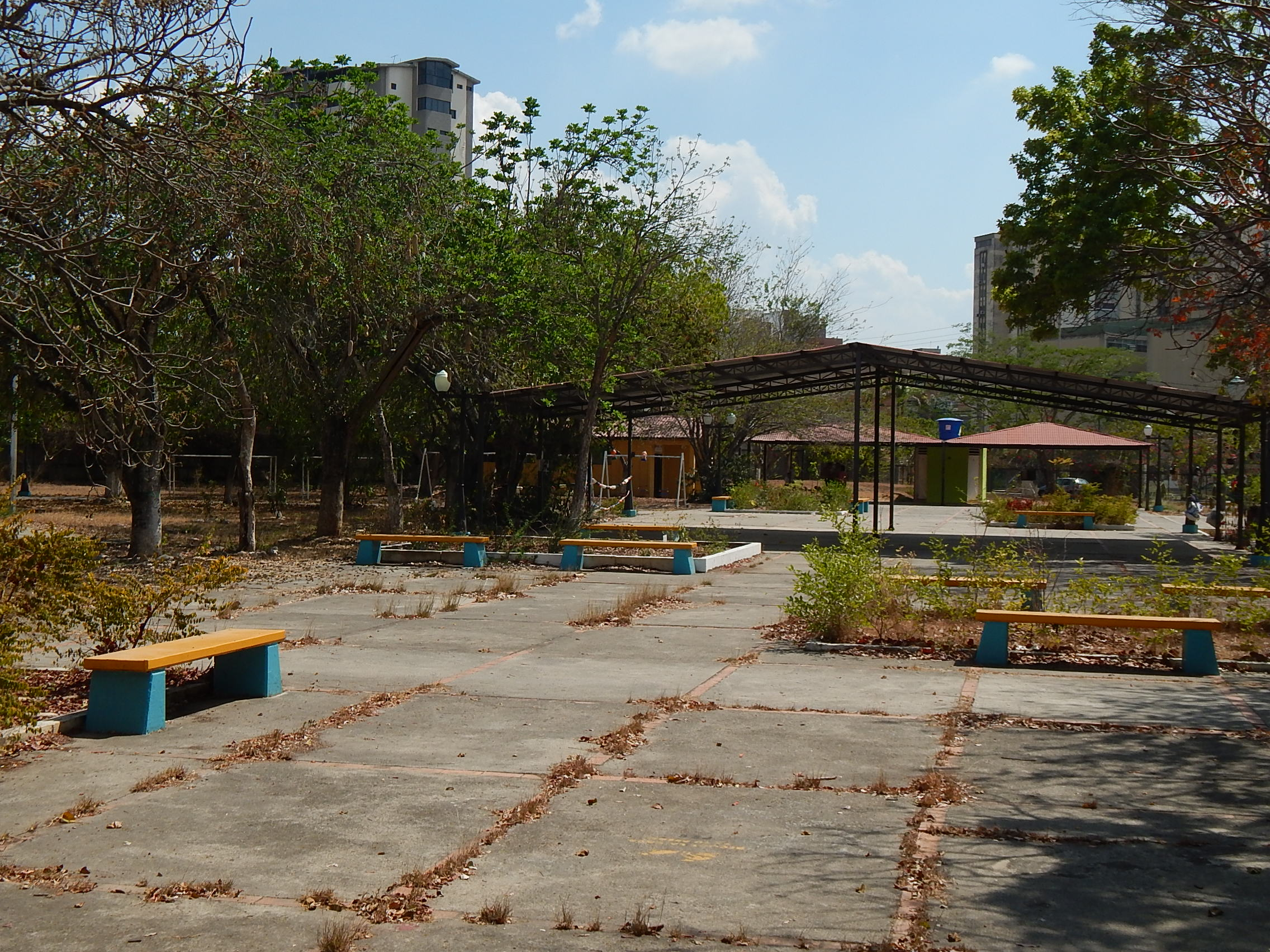
Área sin techo

En las áreas verdes se encuentran trozos de árbol que se utilizan como asiento para reuniones u obstáculos, cuando se realizan actividades caninas, así como también, se halla la presencia de túneles para el Agility Canino.
El Parque Esequibo cuenta con columpios, cerca de los cuales hay una estructura de hierro, llamada “Paralela” para los aficionados al fitness, la cual permite la ejercitación de los usuarios del parque.